# Кангерт, Танел
Танел Кангерт (эст. Tanel Kangert, род. 11 марта 1987, Вяндра, Пярнумаа) — эстонский профессиональный шоссейный велогонщик, выступавший с 2006 по 2022 годы. Многократный Чемпион Эстонии в групповой и индивидуальной гонке.

## Карьера
В 2017 году после тяжёлой травмы колена Фабио Ару на тренировке в Испании и трагической гибели Микеле Скарпони (оба инцидента в апреле) Кангерт стал капитаном "Астаны" на Джиро д’Италия. В гонке он шёл на седьмом месте в генеральном зачёте, но в результате падения на этапе 15 Танел сломал оба плеча и сошёл с дистанции, выбыв до конца сезона.
В 2022 году завершил профессиональную спортивную карьеру.
В 2024 году был награждён Орденом Белой звезды 4-й степени.

## Достижения
2005
Велогонка мира U19
3-й Льеж — Ла-Глейзе
2007
 Чемпионат Эстонии — групповая гонка U23
Тур Жеводан — Лангедок-Руссильон
Генеральная классификация
3-й этап
2-й на Крейз Брейз Элит
3-й на Гран-при Риги
7-й на Чемпионат мира — индивидуальная гонка U23
10-й на Кубок Плаччи
2008
 Чемпионат Эстонии — индивидуальная гонка
4-й Букль де л’Он
2010
 Чемпионат Эстонии — индивидуальная гонка
Гран-при Тарту
2011
3-й на Чемпионат Эстонии — групповая гонка
2012
 Чемпионат Эстонии — групповая гонка
2-й на Чемпионат Эстонии — индивидуальная гонка
9-й этапе Тур Швейцарии
2013
 Чемпионат Эстонии — индивидуальная гонка
1-й этап (TTT) Вуэльта Испании
5-й на Гран-при кантона Аргау
6-й на Тур Швейцарии
9-й на Тур Польши
2014
5-й на Вуэльта Андалусии
9-й на Trofeo Serra de Tramuntana
2016
Тур Абу Даби
Джиро дель Трентино
2-й в генеральной классификации
1-й (TTT), 3-й и 4-й этапы
6-й на Вуэльта Мурсии
9-й Олимпийские игры — групповая гонка
2018
 Чемпионат Эстонии — групповая гонка

## Статистика выступлений

### Гранд-туры
| Гонка           | 2011 | 2012 | 2013 | 2014 | 2015 | 2016 | 2017 | 2018 |
| --------------- | ---- | ---- | ---- | ---- | ---- | ---- | ---- | ---- |
| Джиро д'Италия  | —    | 26   | 13   | —    | 13   | 23   | НФ   | НФ   |
| Тур де Франс    | —    | —    | —    | 20   | 22   | 26   | —    | 16   |
| Вуэльта Испании | 64   | —    | 11   | НФ   | —    | —    | —    | —    |

| —  | Не участвовал  |
| НФ | Не финишировал |